# Lucas Luhr
Lucas Luhr, född den 22 juli 1979 är en tysk racerförare.

## Racingkarriär
Luhr inledde sin bilkarriär 1996 i Formel Ford, och fortsatte via Porsche GT-bilar till sportvagnar. 2006 vann han LMP2-klassen i ALMS, och fick ett kontrakt i DTM med Audi. Luhr gjorde dock ingen succé i serien, och tog bara en poäng, och kraschade dessutom i Le Mans 24-timmars, vilket inte var särskilt populärt. Han fick dock fortsatt förtroende av Audi, och körde under 2008 åter i ALMS, där han tillsammans med Marco Werner vann LMP1.